# Jana Dobešová
Jana Dobešová (* 6. August 1968 in Přerov) ist eine  tschechische Tischtennisspielerin mit der aktiven Zeit in den 1990er und 2000er Jahren. Sie nahm an acht Weltmeisterschaften sowie 1996 an den Olympischen Spielen teil.

## Werdegang
In der tschechischen Extraliga trat Dobešová für den TJ Vítkovice, später für den SK Frýdlant nad Ostravicí an. 1993 wurden die Damen des TJ Vítkovice (Dobešová, Hrachová, Chvátalová) tschechischer Landesmeister.
Ihren ersten Titel im Einzel holte Jana Dobešová im Dezember 1992 bei der letzten Meisterschaft der ČSFR. 1994, 1995 und 2001 gewann Dobešová die tschechische Meisterschaft im Einzel. 1994 holte sie zudem zusammen mit Alena Vachovcová noch die Titel im Doppel und mit Josef Braun im Mixed. Im Mixed mit Radek Košťál wurde sie 1999 erneut tschechische Meisterin.
Von 1993 bis 2006 nahm sie an acht Weltmeisterschaften teil, kam dabei aber nie in die Nähe von Medaillenrängen. 1996 qualifizierte sie sich für den Einzelwettbewerb der Olympischen Spiele. In Atlanta  gewann sie gegen Blanca Alejo (Dominikanische Republik), verlor aber gegen Irina Palina (Russland) und Chire Koyama (Japan) und schied damit aus.
1992 gab sie ihr Debüt bei einer Tischtennis-Europameisterschaft; die Mannschaft (Hrachová, Dobešová, Mihočková, Pěluchová, Poliačková) schied nach der Gruppenphase aus. 1994 sicherte sie sich mit der Mannschaft (Suchanková, Dobešová, M. Šopová, A. Vachovcová) den Aufstieg in die Elite-Division. Bei der Europameisterschaft 1996 spielte sie sowohl in der Mannschaft (Dobešová, Pěluchová, Plachá, Vachovcová, Štrbíková) als auch im Einzel, erreichte dabei aber keine Medaillenplätze. Ebenso verlief ihre Teilnahme an der Europameisterschaft 1998; im Einzel schied sie im Achtelfinale und mit der Mannschaft (Dobešová, Valentová, Štrbíková, Štěpánková) nach den Gruppenspielen aus. Bei der Europameisterschaft 2003 kam sie mit der Mannschaft (Štrbíková, Dobešová, Vachovcová, Vacenovská, Smištíková) bis ins Achtelfinale. Bei der Europameisterschaft 2007 schied die tschechische Damenmannschaft (Štrbíková, Vacenovská, Dobešová, Pěnkavová) wiederum im Achtelfinale aus.
Jana Dobešová spielte auch bei mehreren deutschen Vereinen in der 2. Bundesliga. So wechselte sie 1991 vom Verein Vitkovice Ostrava zum TTC Langweid, mit dem sie 1992 Meister der 2. BL Süd wurde und den sie danach wieder Richtung Belgien verließ. 1994 schloss sie sich, von SKST Bratislava kommend, dem SV Casino Kleinwalsertal an. Auch hier trug sie zum Erreichen des ersten Platzes in der 2. BL Süd bei. Später spielte sie beim TSV Schwabhausen in der 2. Bundesliga und wurde 2005 vom TTC Femont Röthenbach (seit 2007  TTC Optolyth Optik Wendelstein) verpflichtet, wo sie bis 2009 blieb.
Ab 2008 wirkte Dobešová für zwei Spielzeiten als Nationaltrainerin der tschechischen Juniorenauswahl, im November 2010 wurde sie durch Marie Hrachová abgelöst. Anschließend übernahm sie am Trainingszentrum Köping eine Stelle als Nationaltrainerin des schwedischen Tischtennisverbandes.

## Auszeichnungen
Im Jahre 2000 wurde Dobešová in Tschechien zur Tischtennisspielerin des Jahres gekürt.